# Soltan Hadjibeyov
Soltan Hadjibeyov (en azéri: Soltan İsmayıl oğlu Hacıbəyov), né le 8 mai 1919 et mort le 19 septembre 1974, est un compositeur, chef d'orchestre et professeur de musique classique soviétique, azerbaïdjanais. Il reçoit la distinction d'artiste du peuple de l'URSS en 1973.

## Biographie
Soltan Hajibeyov est né le 8 mai 1919 à Shusha.
En 1930, après avoir terminé une école primaire de deux ans, il s'installe à Bakou, où à partir de 1936, il vit dans la famille de son oncle, Uzeyir Hajibeyov.
Diplômé du lycée, il entre au Collège musical de Bakou, dans la classe de trompette de A. Kolpinsky. En 1939, il obtient son diplôme universitaire et entre au Conservatoire d'Azerbaïdjan à la faculté de composition, dans la classe de B. I. Zeidman (solfège - N. Shumakov).

## Carrière
En 1938-1940, en tant qu'étudiant du conservatoire, il dirige l'orchestre du Théâtre de la comédie musicale de Bakou (aujourd'hui Théâtre musical académique d'État d'Azerbaïdjan. En 1940-1942, il dirige l'Ensemble de Saziste d'Azerbaïdjan de la Société Philharmonique M. Magomayev. En 1942-1945, il est directeur artistique de l'Orchestre philharmonique de Bakou et son directeur à partir de 1947.
Depuis 1948, il est directeur artistique puis directeur de 1955 à 1962 du Théâtre philharmonique national d'Azerbaïdjan.
Depuis 1965, il est professeur puis depuis 1969 recteur du Conservatoire d'Azerbaïdjan (aujourd'hui Académie musicale de Bakou).
Il meurt le 19 septembre 1974 à Bakou et il est enterré dans l'Allée d'honneur,.

## Prix et titres
- Artiste honoré de la RSS d'Azerbaïdjan (26/04/1958)
- Artiste du peuple de la RSS d'Azerbaïdjan (24.05.1960)
- Artiste du peuple de l'URSS (26/07/1973)
- Prix Staline du deuxième degré (1952) - pour le ballet Gulshen, mis en scène au Théâtre de l'opéra et du ballet M.F. Akhundov.
- Prix d'État de la RSS d'Azerbaïdjan (29/09/1970) - pour un concert pour un orchestre symphonique
- Deux ordres de la bannière rouge du travail (09.06.1959, 19.05.1969)
- Médaille «Pour le travail vaillant dans la Grande Guerre patriotique 1941-1945».